# Svatý Jiljí
Svatý Jiljí (latinsky Ægidius, německy Ägidius, Aegyd, anglicky Giles, francouzsky Gilles, italsky Egidio, polsky Idzi; 640? – 710?) byl mnich a poustevník, jeden z nejoblíbenějších středověkých světců a jeden ze Čtrnácti svatých pomocníků.

## Život
Podle legendy se narodil v Athénách v Řecku jako syn bohatých rodičů. Již jako chlapec projevoval mimořádný zájem o dobročinnost. Když rodiče zemřeli, rozdal všechno jmění chudým a rozhodl se sloužit Bohu v ústraní jako poustevník.
Odplul do Galie a odebral se do Arles k tamějšímu biskupovi, kterým byl tehdy Caesarius z Arles. Ten dva roky vzdělával Jiljího ve víře a v meditacích. Poté odešel Jiljí k řece Gardě, kde žil jako poustevník. Cestou potkal poustevníka Veredema, který jej dále vzdělával ve zbožnosti a křesťanských ctnostech.
Nejprve žili společně, ale o jejich přítomnosti se brzy dozvěděl celý kraj a přicházelo za nimi mnoho poutníků. Jiljí toužil po větší samotě, a tak se odebral do osamělejší části tehdejšího pralesa. Usadil se v jeskyni a podle legendy se živil mlékem ochočené laně.
Panovník, podle legendy vizigótský král Flavius Vamba, na lovu vystřelil na laň, ale omylem postřelil Jiljího. Král si poustevníka oblíbil a na místě, kde jej postřelil, nechal vystavět klášter, jehož se Jiljí stal opatem a řídil jej řeholními pravidly svatého Benedikta.
Jiljí se údajně vydal také do Říma, aby svůj klášter nabídl papeži, a ten mu poskytl výsady a ochranu a daroval mu dvojí dveře z cypřišového dřeva. Jiljí je hodil do Tibery, a když se vrátil do kláštera, našel je, jak na něho čekají na břehu řeky Rhôny.

## Patron
Pro zmíněné příhody bývá označován za patrona kojení a kojících matek (laňka), tělesně postižených (zraněn vizigótským střelcem), žebráků (dobročinnost), lesů, kovářů a z méně jasných důvodů i skotského města Edinburgh. Poskytuje přímluvu i v případech epilepsie, rakoviny, duševních chorob, ženské neplodnosti a nočních můr.

## Atributy
Jeho nejčastějšími atributy jsou šíp, laň a jelen (jelen je zároveň atributem sv. Huberta a sv. Eustacha, s nimiž proto může být Jiljí nechtěně zaměněn).

## Úcta
Svátek má 1. září a s jeho jménem je spojena řada pranostik. Jeho společník Veredemus byl rovněž svatořečen a má svátek 23. srpna.